# Çifteköprü, Köprübaşı
Çifteköprü là một xã thuộc huyện Köprübaşı, tỉnh Trabzon, Thổ Nhĩ Kỳ. Dân số thời điểm năm 2011 là 577 người.